# Viñas
Viñas é um município da Espanha na província de Zamora, comunidade autónoma de Castela e Leão, de área 40,13 km² com população de 250 habitantes (2007) e densidade populacional de 6,45 hab/km².

## Demografia
| Variação demográfica do município entre 1991 e 2004 | Variação demográfica do município entre 1991 e 2004 | Variação demográfica do município entre 1991 e 2004 | Variação demográfica do município entre 1991 e 2004 |
| --------------------------------------------------- | --------------------------------------------------- | --------------------------------------------------- | --------------------------------------------------- |
| 1991                                                | 1996                                                | 2001                                                | 2004                                                |
| 348                                                 | 313                                                 | 276                                                 | 259                                                 |